# Serenata para cuerdas (Elgar)
Serenata para cuerdas (Serenade for Strings) en mi menor, Op. 20 es una pieza en tres movimientos cortos compuesta por Edward Elgar para orquesta de cuerda. La escribió en marzo de 1892 y su primera representación privada fue ese mismo año, a cargo de la Worcester Ladies' Orchestral Class, con la dirección del propio compositor. Su primera representación pública tuvo lugar en Amberes el 21 de julio de 1896.
La obra está dedicada al filósofo Edward W. Whinfield y tiene una duración aproximada de 12 minutos.
Aunque no fue publicada formalmente hasta 1892, se cree que la obra es una reescritura de una suite que Elgar había escrito hacía algunos años, antes de que decidiera firmemente dedicarse a su carrera como compositor. Aparte de las suites de La varita de la juventud, esta obra es probablemente la primera que sobrevivió en el repertorio habitual. Esta pieza tiene un encanto juvenil, mientras que al mismo tiempo muestra indicios de las habilidades desarrolladas de Elgar a medida que progresaba hacia la madurez musical. Está documentado que es la primera de sus composiciones con las que se confesó satisfecho.
Generalmente se acepta que el Larghetto central contiene la mejor y más madura escritura de la obra. Sigue siendo una de las obras más frecuentemente interpretadas de toda su música.

## Estructura
1. Allegro piacevole
2. Larghetto
3. Allegretto

El primer movimiento comienza con un compás de 6/8 con una figura rítmica. El segundo movimiento es en 2/4; está muy cercano al estilo de Elgar en su madurez. El tercero comienza con un 12/8 y cambia a un 6/8 con la reaparición del tema del primer movimiento.